# Dubbele Laan
De Dubbele Laan in de Efteling is een wandelpad van het Marerijk naar het Carnaval Festivalplein.
De Laan werd in 1984 aangelegd door de komst van Carnaval Festival, die moest goed te bereiken zijn.